# Zalman Suzajev
Zalman Suzajev, též přepisováno Zalman Susayeff, Zalman Suza'iv nebo Zalman Suzayev (hebrejsky: זלמן סוזאיב, žil 14. února 1911 – 25. února 1981) byl sionistický aktivista, izraelský politik a poslanec Knesetu za stranu Všeobecní sionisté.

## Biografie
Narodil se ve městě Riga v tehdejší Ruské říši (dnes Lotyšsko). Studoval na Rižské univerzitě. Roku 1935 přesídlil do dnešního Izraele. Pracoval ve velkoobchodu. V letech 1949–1950 předsedal Izraelské asociaci dovozců a velkoobchodníků, v letech 1950–1952 byl prezidentem Obchodní komory v Tel Avivu. V letech 1965–1969 byl prezidentem Svazu průmyslníků.

## Politická dráha
Byl aktivní v studentské sionistické organizaci v Rize. Po přesídlení do dnešního Izraele se angažoval ve straně Všeobecných sionistů, v jejímž předsednictvu zasedal.
V izraelském parlamentu zasedl poprvé po volbách v roce 1951, do nichž šel za Všeobecné sionisty. Stal se členem parlamentního finančního výboru. V letech 1953–1955 byl také náměstkem ministra obchodu a průmyslu. V Knesetu se objevil i po volbách v roce 1955, kdy opět kandidoval za Všeobecné sionisty. Byl nadále členem parlamentního finančního výboru.